# Grzegorz Sosna
Grzegorz Sosna (ur. 30 kwietnia 1939 w Szerniach, zm. 6 stycznia 2016) – polski duchowny prawosławny, publicysta i historyk, doktor nauk teologicznych.

## Życiorys
Grzegorz Sosna urodził się 30 kwietnia 1939 we wsi Szernie pod Orlą. Jego rodzice, Maria i Anastazy, mieli tu gospodarstwo rolne. Do szkoły podstawowej uczęszczał w Malinnikach i Orli. W latach 1953–1957 był uczniem Liceum Ogólnokształcącego z białoruskim językiem nauczania w Bielsku Podlaskim. Po uzyskaniu świadectwa maturalnego, we wrześniu 1957 wstąpił do Prawosławnego Seminarium Duchownego, a w październiku 1959 został przyjęty w poczet studentów Chrześcijańskiej Akademii Teologicznej w Warszawie. Jeszcze jako student w 1960 ożenił się z Antoniną Troc. W tym samym roku ówczesny biskup wikariusz diecezji warszawsko-bielskiej Bazyli udzielił mu święceń kapłańskich. Godność prezbitera uzyskał w dniu święta Zaśnięcia Bogurodzicy w warszawskiej cerkwi na Woli. Pierwsze kroki w duszpasterstwie stawiał w parafii w Kalnikowie w ówczesnym województwie rzeszowskim. Tam zainteresował się historią Cerkwi. Swoje zainteresowania pogłębił, gdy został skierowany do parafii w Kodniu nad Bugiem. Tragiczna historia Cerkwi prawosławnej i jej wiernych na tym obszarze wpłynęły na wybór pracy magisterskiej: „Podłoże, na którym kształtowała się idea unii kościelnej w Polsce pod koniec XVI wieku”. Obronił ją w 1966 będąc w tym czasie wikariuszem parafii w Siemiatyczach. Po powrocie na Białostocczyznę opublikował setki artykułów o historii parafii prawosławnych. Stale pisywał do „Wiadomości Polskiego Autokefalicznego Kościoła Prawosławnego” i „Cerkiewnego Wiestnika”. Jego nazwisko często pojawiało się na łamach „Niwy”, „Przeglądu Prawosławnego” i „Czasopisu”. Szczególnie cenne są monografie poszczególnych parafii prawosławnych na Podlasiu, z których większość powstała we współpracy z Doroteuszem Fionikiem. W 1987 ks. Grzegorz Sosna objął parafię w Rybołach, gdzie kontynuował swoje prace badawcze. Działał społecznie, duchowo wspierał odradzający się po 1989 ruch białoruski.
Odznaczony m.in. Krzyżem Kawalerskim Orderu Odrodzenia Polski (2003), Srebrnym Krzyżem Zasługi (1985), Orderem św. Marii Magdaleny II stopnia z ozdobami (2005), Orderem św. Marii Magdaleny II stopnia (1995).

## Wybrana bibliografia
- Bibliografia parafii prawosławnych na Białostocczyźnie: Część alfabetyczna. – 1984
- Bibliografia parafii prawosławnych na Białostocczyźnie: Część chronologiczna. – 1985
- Bibliografia parafii prawosławnych na Białostocczyźnie: Część demograficzna. Chrzty, śluby i zgony (według ksiąg metrykalnych) – 1992
- Dzieje Cerkwi w Bielsku Podlaskim. – 1995
- Orla na Podlasiu: Dzieje Cerkwi, miasta i okolic. – 1997
- Elpis: Katalog świątyń i duchowieństwa prawosławnej diecezji warszawsko-bielskiej. – 2000
- Parafia Żerczyce. – 2001
- Święte miejsca i cudowne ikony: Prawosławne sanktuaria na Białostocczyźnie. – 2001
- Zapomniane dziedzictwo: Nieistniejące już cerkwie w dorzeczu Biebrzy i Narwi. – 2002
- Monografia żeńskiego monasteru Narodzenia Przenajświętszej Bogarodzicy. – 2003
- Cerkiewna własność ziemska na Białostocczyźnie w XV-XX wieku: Zbiór materiałów. Diecezja warszawsko-bielska i białostocko-gdańska. – 2004
- Szczyty. Dzieje wsi i parafii. – 2005
- Dzieje miejscowości Reduty i Szernie we włości orlańskiej. Rodowody autorów. – 2007 (współautor)
- Łosinka – Parafia na skraju Puszczy Ladzkiej. Bielsk Podlaski – Ryboły: Stowarzyszenie Muzeum Małej Ojczyzny w Studziwodach, 2009, s. 186–190. ISBN 978-83-925074-8-2. (współautor)
- Hierarchia i kler kościoła prawosławnego w granicach II Rzeczypospolitej i Polski powojennej w XIX–XXI wieku. – 2012